# Velebit
Velebit es la más grande, aunque no la más alta cordillera de Croacia. Su pico más alto es el Vaganski Vrh con 1757 m s. n. m.
La sierra forma parte de los Alpes Dináricos y se encuentra a lo largo de la costa Adriática, separándola de Lika en el interior. Velebit comienza en el noroeste cerca de Senj con el paso de montaña Vratnik y acaba 145 km al sureste cerca de la fuente del río Zrmanja razonablemente cerca de Knin.
La importante característica de Velebit es su forma sólida y simple, los rectos acantilados y la desnudez del lado que mira al mar y las laderas cubiertas de bosque en el lado de Lika. La característica geológica básica de las montañas es el karst; la flora y la fauna son abundantes. Los lugares más populares en Velebit son: el pico de Vučjak, sobre Zavižan, los jardines botánicos de Zavižan, Rožanski kukovi, Štirovača y el Parque Nacional de Paklenica.

## Las regiones
Velebit se divide normalmente en cuatro regiones:
- la parte septentrional entre los pasos de montaña Vratnik y Veliki Alan, con el pico más alto Mali Rajinac (1699 m)
- la parte media entre Veliki Alan y Baške Oštarije con el pico más alto en Šatorina (1624 m)
- la parte meridional entre Oštarije y Mali Alan (picos Vaganski vrh - 1757, Sveto brdo - 1753,)
- la parte suroriental con Crnopac como el pico más notable

Velebit como un todo es un parque natural, del que se han delimitado dos parques nacionales: Paklenica y Sjeverni Velebit (Velebit del Norte).
Una categoría más allá de incluso más cuidadosa preservación de la naturaleza existe dentro de Sjeverni Velebit, la reserva especial Hajdučki i Rožanski Kukovi, bajo la más alta protección de la naturaleza disponible en Croacia. Oficialmente, ninguna actividad humana se permite allí, salvo la investigación. Son espacios en su mayor parte sin explorar y lugares silvestres que probablemente persistirán así en el futuro.
Un sendero llamado Premužićeva staza (Sendero de Premužić) lleva a través de las partes septentrional y media de Velebit. Este sendero se construyó entre 1930 y 1933 y conecta Velebit septentrional y meridional. Su longitud es de 50 km. Muchas partes de Velebit no se podrían alcanzar sin él. Las montañas Velebit están atravesadas por la A1 a través del Túnel de Sveti Rok.

### Picos y zonas de Velebit

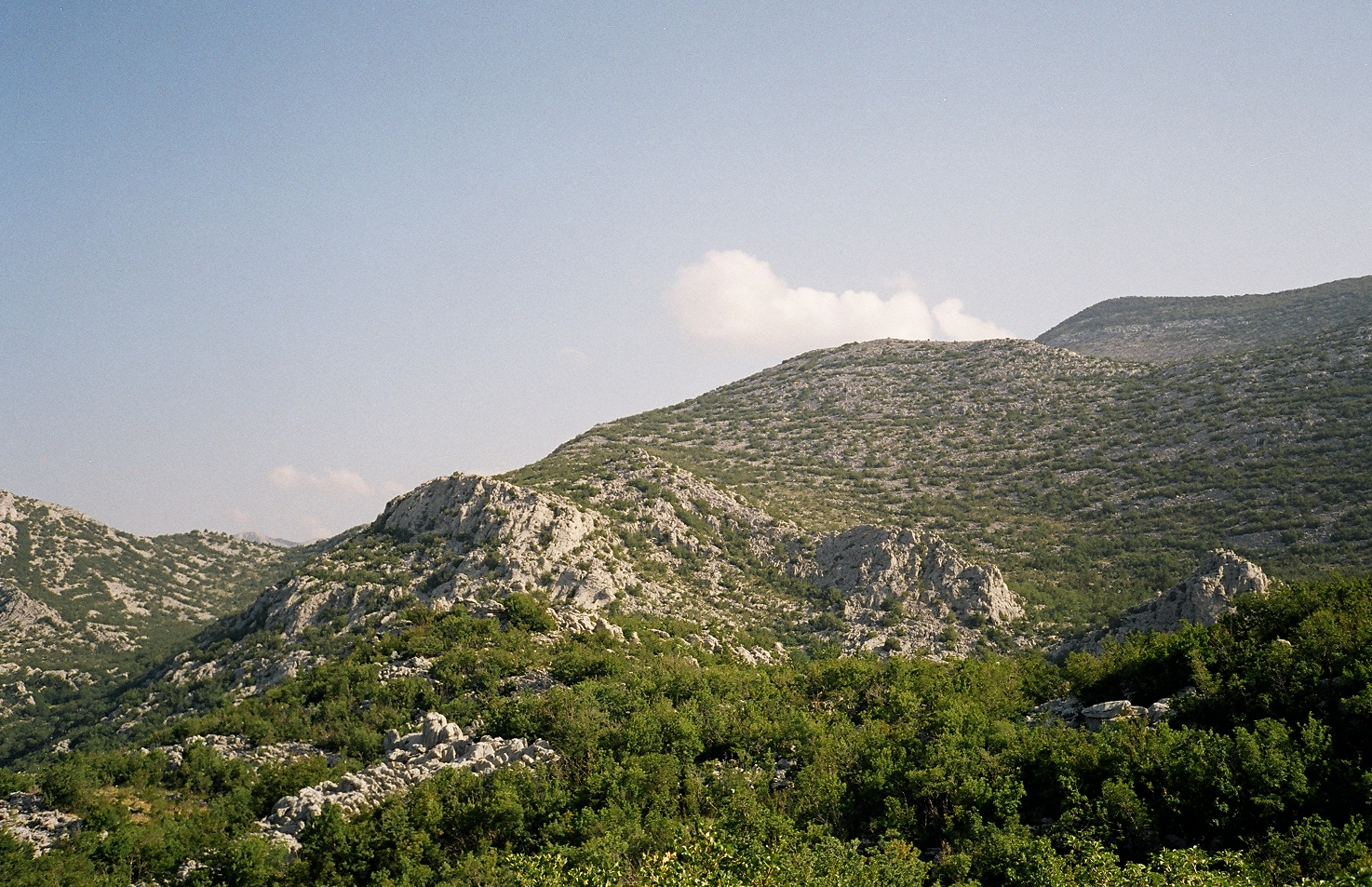
Parque Nacional de Paklenica.

- Zona de Zavizan - Velebit norte (Mali Rajinac) (1699m)
- Grupo Rozanski Kukovi - Velebit norte (Gromovaca (1676m) y Vratarski Kuk (1676m)
- Alancic, Rozanski Vrh, Seravski Vrh, Velebit Norte (Goli Vrh (1670m)
- Veliki Kozjak (1629m), Velebit NOrte
- Satorina (1624m) - Velebit Medio
- Área de Stap - Velebit Sur, (Debeli Kuk) (1269m)
- Visocica (1619m) - Velebit Sur
- Bojin Kuk (1110m) - Velebit Sur
- Viserujna (1632m) y Rujno - Velebit Sur
- Área de Paklenica - Velebit Sur
- Vaganski vrh (1757m) - Velebit Sur (el pico más alto de Velebit)
- Liburnija (1710m) - Velebit Sur
- Sveto Brdo (1751m) - Velebit Sur
- Tulove Grede (1120m) - Velebit Sureste
- Crnopac (1404m) - Velebit Sureste

Alrededor de 70 picos exceden de 1600m.

## Las cuevas

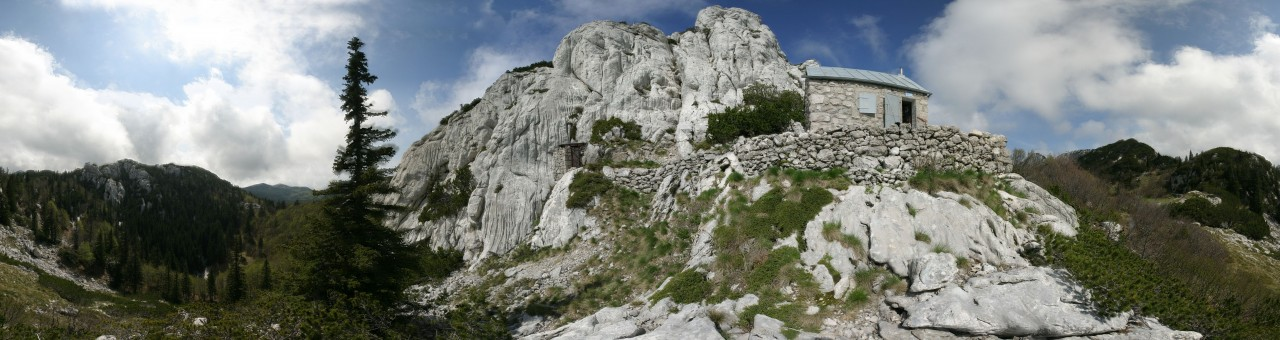
Paisaje típico de Velebit.

Hay cientos de "agujeros" en Velebit. Tiene las cuevas más grandes y profundas de Croacia. Las tres partes de la cueva de "Lukina jama" tiene 1392 m de profundidad, haciendo de ella una de las cuevas más profundas del mundo, y la más honda de Europa meridional, mientras que la "Slovačka jama" es de 1320 m. Lo que la hace muy especial es que es completamente vertical, la más profunda del mundo. En el fondo de la sima] hay un curso de agua o sifón con ramas que están todavía inexploradas. Se descubrió en la sima una clase de sanguijuela, de la que se ha asegurado que representa una nueva especie, genus y familia; ha recibido el nombre de "Croatobranchus mestrovi".

Véase Cuevas de Velebit. 

Lista de simas de Velebit, más profundas de 500m:
1. Lukina Jama, 1392m, Hajducki Kukovi - Velebit Norte
2. Slovacka Jama, 1320m, Rozanski Kukovi - Velebit Norte
3. Velebita, 941m, Rozanski Kukovi - Velebit Norte
4. Meduza, 679m, Rozanski Kukovi - Velebit Norte
5. Patkov Gust, 553m, Hajducki Kukovi - Velebit Norte
6. Ledena Jama, 536m, Lomska Duliba - Velebit Norte
7. Ponor na Bunovcu, 534m, Bunovac - Velebit Sur
8. Jama Olimp, 531m, Hajducki Kukovi - Velebit Norte
9. Lubuska Jama, 521m, Hajducki Kukovi - Velebit Norte

Es también el hogar de la Degenia velebitica, una especie protegida y  endémica de planta en la familia mostaza descubierta en 1907 por el botánico húngaro Àrpàd von Degen.
La imponente naturaleza de la montaña Velebit ha hecho de ella una especie de símbolo nacional del folklore croata. Existe una canción patriótica, Vila Velebita, que personifica un hada en Velebit.

## Velebit en la literatura
En la antigua literatura europea Velebit fue conocido como Montagna della Morlacca. Los venecianos llamaron a las Velebit Morlachia, que deriva del hecho de que era usado por los morlacos, negros (mauros) latinos o negros "Vlasi" (valacos) pastores de origen románico, viviendo en la zona de Velebit hasta el lago Skadar después de la colonización eslava. Estos mismos pastores huyeron de los turcos de Velebit a Krk o a Istria.

## Clima
| Parámetros climáticos promedio de Zavižan, Velebit (1971-2000 normales, extremas 1953−2020) | Parámetros climáticos promedio de Zavižan, Velebit (1971-2000 normales, extremas 1953−2020) | Parámetros climáticos promedio de Zavižan, Velebit (1971-2000 normales, extremas 1953−2020) | Parámetros climáticos promedio de Zavižan, Velebit (1971-2000 normales, extremas 1953−2020) | Parámetros climáticos promedio de Zavižan, Velebit (1971-2000 normales, extremas 1953−2020) | Parámetros climáticos promedio de Zavižan, Velebit (1971-2000 normales, extremas 1953−2020) | Parámetros climáticos promedio de Zavižan, Velebit (1971-2000 normales, extremas 1953−2020) | Parámetros climáticos promedio de Zavižan, Velebit (1971-2000 normales, extremas 1953−2020) | Parámetros climáticos promedio de Zavižan, Velebit (1971-2000 normales, extremas 1953−2020) | Parámetros climáticos promedio de Zavižan, Velebit (1971-2000 normales, extremas 1953−2020) | Parámetros climáticos promedio de Zavižan, Velebit (1971-2000 normales, extremas 1953−2020) | Parámetros climáticos promedio de Zavižan, Velebit (1971-2000 normales, extremas 1953−2020) | Parámetros climáticos promedio de Zavižan, Velebit (1971-2000 normales, extremas 1953−2020) | Parámetros climáticos promedio de Zavižan, Velebit (1971-2000 normales, extremas 1953−2020) |
| Mes                                                                                         | Ene.                                                                                        | Feb.                                                                                        | Mar.                                                                                        | Abr.                                                                                        | May.                                                                                        | Jun.                                                                                        | Jul.                                                                                        | Ago.                                                                                        | Sep.                                                                                        | Oct.                                                                                        | Nov.                                                                                        | Dic.                                                                                        | Anual                                                                                       |
| ------------------------------------------------------------------------------------------- | ------------------------------------------------------------------------------------------- | ------------------------------------------------------------------------------------------- | ------------------------------------------------------------------------------------------- | ------------------------------------------------------------------------------------------- | ------------------------------------------------------------------------------------------- | ------------------------------------------------------------------------------------------- | ------------------------------------------------------------------------------------------- | ------------------------------------------------------------------------------------------- | ------------------------------------------------------------------------------------------- | ------------------------------------------------------------------------------------------- | ------------------------------------------------------------------------------------------- | ------------------------------------------------------------------------------------------- | ------------------------------------------------------------------------------------------- |
| Temp. máx. abs. (°C)                                                                        | 12.5                                                                                        | 13.8                                                                                        | 16.5                                                                                        | 19.4                                                                                        | 23.1                                                                                        | 24.4                                                                                        | 28.3                                                                                        | 28.2                                                                                        | 27.2                                                                                        | 20.6                                                                                        | 19.2                                                                                        | 14.6                                                                                        | 28.3                                                                                        |
| Temp. máx. media (°C)                                                                       | -0.7                                                                                        | -0.9                                                                                        | 1.4                                                                                         | 4.4                                                                                         | 10.1                                                                                        | 13.6                                                                                        | 16.6                                                                                        | 16.9                                                                                        | 12.6                                                                                        | 8.4                                                                                         | 3.2                                                                                         | 0.5                                                                                         | 7.2                                                                                         |
| Temp. media (°C)                                                                            | −3.5                                                                                        | -4.0                                                                                        | -1.7                                                                                        | 1.2                                                                                         | 6.5                                                                                         | 9.9                                                                                         | 12.5                                                                                        | 12.4                                                                                        | 8.9                                                                                         | 5.0                                                                                         | 0.2                                                                                         | -2.4                                                                                        | 3.8                                                                                         |
| Temp. mín. media (°C)                                                                       | -6.1                                                                                        | -6.5                                                                                        | -4.3                                                                                        | -1.2                                                                                        | 3.8                                                                                         | 7.0                                                                                         | 9.4                                                                                         | 9.5                                                                                         | 6.2                                                                                         | 2.4                                                                                         | -2.3                                                                                        | -5.0                                                                                        | 1.1                                                                                         |
| Temp. mín. abs. (°C)                                                                        | −24.5                                                                                       | −28.6                                                                                       | -22.6                                                                                       | −14.5                                                                                       | −9.8                                                                                        | -3.1                                                                                        | 0.2                                                                                         | -2.0                                                                                        | -4.0                                                                                        | −11.5                                                                                       | −16.8                                                                                       | −24.2                                                                                       | −28.6                                                                                       |
| Precipitación total (mm)                                                                    | 144.7                                                                                       | 147.2                                                                                       | 147.0                                                                                       | 179.3                                                                                       | 154.7                                                                                       | 156.4                                                                                       | 86.5                                                                                        | 121.8                                                                                       | 180.4                                                                                       | 215.9                                                                                       | 245.6                                                                                       | 204.0                                                                                       | 1983.4                                                                                      |
| Días de precipitaciones (≥ 0.1 mm)                                                          | 14.7                                                                                        | 14.1                                                                                        | 14.4                                                                                        | 16.1                                                                                        | 13.6                                                                                        | 13.6                                                                                        | 9.6                                                                                         | 9.4                                                                                         | 11.7                                                                                        | 13.7                                                                                        | 15.0                                                                                        | 15.4                                                                                        | 161.3                                                                                       |
| Días de nevadas (≥ 1.0 cm)                                                                  | 29.1                                                                                        | 27.2                                                                                        | 29.8                                                                                        | 27.9                                                                                        | 9.9                                                                                         | 1.0                                                                                         | 0.0                                                                                         | 0.0                                                                                         | 0.5                                                                                         | 4.7                                                                                         | 16.1                                                                                        | 27.6                                                                                        | 173.9                                                                                       |
| Horas de sol                                                                                | 99.2                                                                                        | 115.8                                                                                       | 145.7                                                                                       | 156.0                                                                                       | 217.0                                                                                       | 237.0                                                                                       | 297.6                                                                                       | 282.1                                                                                       | 204.0                                                                                       | 142.6                                                                                       | 96.0                                                                                        | 89.9                                                                                        | 2082.9                                                                                      |
| Humedad relativa (%)                                                                        | 80.6                                                                                        | 79.8                                                                                        | 80.4                                                                                        | 81.1                                                                                        | 78.6                                                                                        | 77.1                                                                                        | 72.6                                                                                        | 73.5                                                                                        | 77.9                                                                                        | 80.8                                                                                        | 82.6                                                                                        | 81.4                                                                                        | 78.9                                                                                        |
| Fuente: Croatian Meteorological and Hydrological Service                                    |                                                                                             |                                                                                             |                                                                                             |                                                                                             |                                                                                             |                                                                                             |                                                                                             |                                                                                             |                                                                                             |                                                                                             |                                                                                             |                                                                                             |                                                                                             |

## Para saber más
La literatura sobre el Velebit que está disponible incluye:
- Sergej Forenbacher: Velebit y su mundo de plantas.
- Željko Poljak: Montañas de Croacia.